# Кабосу (собака)
Кабосу (яп. かぼす МФА: [kabosɯ̥]; бл. 2 листопада 2005 — 24 травня 2024) — собака породи шіба-іну з Японії. У 2008 році її прихистила вихователька дитячого садка Ацуко Сато (佐藤 敦子), популярна завдяки інтернет-мему Doge і криптовалюті Dogecoin.

## Життя
Кабосу — породиста собака, яку відправили до притулку для тварин, коли закрилося підприємство з розведення щенят. У 2008 році собаку прихистила японська вихователька дитячого садка Ацуко Сато, а волонтер притулку назвав її на честь цитрусового плоду кабосу. Сато залишила ім'я, бо вважала, що собака має кругле обличчя, як у фрукта.
Фотографія Кабосу вперше була опублікована в блозі Сато у 2010 році; згодом варіанти зображень із використанням накладеного тексту Comic Sans були опубліковані з блогу Tumblr Shiba Confessions. Використання навмисно неправильно написаного слова «Doge» датується червнем 2005 року, коли Кабосу згадали в епізоді лялькового серіалу «Homestar Runner». Собака також пов'язана з Dogecoin — криптовалютою, натхненною мемом Doge.
28 грудня 2022 року Сато оголосила, що Кабосу серйозно хвора на лейкемію, але незабаром після цього здоров'я собаки покращилося. 24 травня 2024 року в блозі Сато оголошено, що Кабосу померла у віці 18 років о 7:50 ранку за японським стандартним часом у Сакурі, провінція Чіба.

## Сприйняття та спадщина
В Японії Кабосу та Сато були відомі як домашня тварина та власник, а не мем, а її блог «Прогулянка з Кабосу-чан» станом на грудень 2013 року був четвертим за популярністю блогом, пов'язаним із домашніми тваринами. Реагуючи на мем, Сато пояснила: «Чесно кажучи, деякі фотографії для мене дивні, але все одно смішні! Я дуже вражена їхніми навичками та смаком. Навколо мене ніхто не знає про мем Доге. Можливо, я не дуже добре розумію меми, тому що я живу таким життям». Сато також висловила, що вона дізналася, що «ризик Інтернету полягає в тому, що будь-хто у світі може бачити моє життя в моєму блозі».
Науковий журнал «Convergence» розглядав образ Кабосу як центральну культурну ікону, яка використовувалася в комерційній рекламі, оскільки вона була широко визнана. У 2023 році пам'ятник Кабосу був встановлений у Сакурі, Чіба. Кришка люка з її зображенням також була встановлена в Сакурі у 2024 році.